# Bolitoglossa paraensis
Espèce
Synonymes
- Oedipus paraensis Unterstein, 1930
- Eladinea estheri Miranda-Ribeiro, 1937

Statut de conservation UICN

 DD  : Données insuffisantes
Bolitoglossa paraensis est une espèce d'urodèles de la famille des Plethodontidae.

## Répartition
Cette espèce est endémique du Pará au Brésil. Elle se rencontre entre 10 et 40 m d'altitude. Sa présence est incertaine dans les États d'Amapá et du Maranhão.

## Taxinomie
Eladinea estheri a été placée en synonymie avec Bolitoglossa paraensis par Parker en 1939. 
Par ailleurs, Bolitoglossa paraensis a été considérée comme synonyme de Bolitoglossa altamazonica de 1963 à 2004.

## Étymologie
Son nom d'espèce, composé de para et du suffixe latin -ensis, « qui vit dans, qui habite », lui a été donné en référence au lieu de sa découverte, l'État du Pará.

## Publication originale
- Unterstein, 1930 : Beschreibung zweier neuer Molche der Gattung Oedipus. Zoologischer Anzeiger, vol. 87, p. 270-272.